# Guangzhou International Women's Open
Il Guangzhou Open, conosciuto precedentemente anche come Guangzhou International Women's Open, è un torneo femminile di tennis che si gioca a Canton, in Cina. Le edizioni del 2020 e 2021 non vennero disputate a causa della pandemia di COVID-19. Nel 2022, il torneo non venne disputato a causa della scomparsa di Peng Shuai per decisione del direttore della Women's Tennis Association Steve Simon, che sospese tutti i tornei in terra cinese. Nel 2023, il torneo fa il suo ritorno dopo tre anni di assenza.

## Albo d'oro

### Singolare
| Anno       | Categoria                             | Vincitrice                            | Finalista                             | Punteggio                             |
| ---------- | ------------------------------------- | ------------------------------------- | ------------------------------------- | ------------------------------------- |
| 2004       | Tier III                              | Li Na                                 | Martina Suchá                         | 6–3, 6–4                              |
| 2005       | Tier III                              | Yan Zi                                | Nuria Llagostera Vives                | 6–4, 4–0 rit.                         |
| 2006       | Tier III                              | Anna Čakvetadze                       | Anabel Medina Garrigues               | 6–1, 6–4                              |
| 2007       | Tier III                              | Virginie Razzano                      | Tzipora Obziler                       | 6–0, 6–3                              |
| 2008       | Tier III                              | Vera Zvonarëva                        | Peng Shuai                            | 6(4)–7, 6–0, 6–2                      |
| 2009       | International                         | Shahar Peer                           | Alberta Brianti                       | 6–3, 6–4                              |
| 2010       | International                         | Jarmila Groth                         | Alla Kudrjavceva                      | 6–1, 6–4                              |
| 2011       | International                         | Chanelle Scheepers                    | Magdaléna Rybáriková                  | 6–2, 6–2                              |
| 2012       | International                         | Hsieh Su-wei                          | Laura Robson                          | 6–3, 5–7, 6–4                         |
| 2013       | International                         | Zhang Shuai (1)                       | Vania King                            | 7–6(4), 6–1                           |
| 2014       | International                         | Monica Niculescu                      | Alizé Cornet                          | 6–4, 6–0                              |
| 2015       | International                         | Jelena Janković                       | Denisa Allertová                      | 6–2, 6–0                              |
| 2016       | International                         | Lesja Curenko                         | Jelena Janković                       | 6–4, 3–6, 6–4                         |
| 2017       | International                         | Zhang Shuai (2)                       | Aleksandra Krunić                     | 6–2, 3–6, 6–2                         |
| 2018       | International                         | Wang Qiang                            | Julija Putinceva                      | 6–1, 6–2                              |
| 2019       | International                         | Sofia Kenin                           | Samantha Stosur                       | 6(4)–7, 6–4, 6–2                      |
| 2020- 2021 | Annullati per pandemia di Coronavirus | Annullati per pandemia di Coronavirus | Annullati per pandemia di Coronavirus | Annullati per pandemia di Coronavirus |
| 2022       | Cancellato                            | Cancellato                            | Cancellato                            | Cancellato                            |
| 2023       | WTA 250                               | Wang Xiyu                             | Magda Linette                         | 6–0, 6–2                              |
| 2024       | WTA 250                               | Olga Danilović                        | Caroline Dolehide                     | 6-3, 6-1                              |

### Doppio
| Anno       | Categoria                             | Vincitrici                               | Finaliste                             | Punteggio                             |
| ---------- | ------------------------------------- | ---------------------------------------- | ------------------------------------- | ------------------------------------- |
| 2004       | Tier III                              | Li Ting (1) Sun Tiantian (1)             | Yang Shu-Jing Yu Ying                 | 6–4, 6–1                              |
| 2005       | Tier III                              | Maria Elena Camerin Emmanuelle Gagliardi | Neha Uberoi Shikha Uberoi             | 7–6(5), 6–3                           |
| 2006       | Tier III                              | Li Ting (2) Sun Tiantian (2)             | Vania King Jelena Kostanić Tošić      | 6–4, 2–6, 7–5                         |
| 2007       | Tier III                              | Peng Shuai (1) Yan Zi                    | Vania King (2) Sun Tiantian           | 6–3, 6–4                              |
| 2008       | Tier III                              | Marija Korytceva Tat'jana Puček (1)      | Sun Tiantian (2) Yan Zi               | 6–3, 4–6, [10–8]                      |
| 2009       | International                         | Vol'ha Havarcova Tat'jana Puček (2)      | Kimiko Date Krumm Sun Tiantian (3)    | 3–6, 6–2, [10–8]                      |
| 2010       | International                         | Edina Gallovits Sania Mirza (1)          | Han Xinyun Liu Wan-ting               | 7–5, 6–3                              |
| 2011       | International                         | Hsieh Su-wei (1) Zheng Saisai            | Chan Chin-wei Han Xinyun (2)          | 6–2, 6–1                              |
| 2012       | International                         | Tamarine Tanasugarn Shuai Zhang (1)      | Jarmila Gajdošová Monica Niculescu    | 2–6, 6–2, [10–8]                      |
| 2013       | International                         | Hsieh Su-wei (2) Peng Shuai (2)          | Vania King (3) Galina Voskoboeva      | 6–3, 4–6, [12–10]                     |
| 2014       | International                         | Chuang Chia-jung Liang Chen              | Alizé Cornet Magda Linette            | 2–6, 7–6(3), [10–7]                   |
| 2015       | International                         | Martina Hingis Sania Mirza (2)           | Xu Shilin You Xiaodi                  | 6–3, 6–1                              |
| 2016       | International                         | Asia Muhammad Peng Shuai (3)             | Vol'ha Havarcova Vera Lapko           | 6–2, 7–6(3)                           |
| 2017       | International                         | Elise Mertens Demi Schuurs               | Monique Adamczak Storm Sanders        | 6–2, 6–3                              |
| 2018       | International                         | Monique Adamczak Jessica Moore           | Danka Kovinić Vera Lapko (2)          | 4–6, 7–5, [10–4]                      |
| 2019       | International                         | Peng Shuai (4) Laura Siegemund           | Alexa Guarachi Giuliana Olmos         | 6–2, 6–1                              |
| 2020- 2021 | Annullati per pandemia di Coronavirus | Annullati per pandemia di Coronavirus    | Annullati per pandemia di Coronavirus | Annullati per pandemia di Coronavirus |
| 2022       | Cancellato                            | Cancellato                               | Cancellato                            | Cancellato                            |
| 2023       | WTA 250                               | Guo Hanyu Jiang Xinyu                    | Eri Hozumi Makoto Ninomiya            | 6–3, 7–6(4)                           |
| 2024       | WTA 250                               | Kateřina Siniaková Zhang Shuai (2)       | Katarzyna Piter Fanny Stollár         | 6-4, 6-1                              |